# Mashike, Hokkaidō
Mashike (増毛町 Mashike-chō) là thị trấn thuộc huyện Mashike, phó tỉnh Rumoi, Hokkaidō, Nhật Bản. Tính đến ngày 1 tháng 10 năm 2020, dân số ước tính thị trấn là 3.908 người và mật độ dân số là 11 người/km2. Tổng diện tích thị trấn là 369,64 km2.